# Vézac (Cantal)
Vézac é uma comuna francesa na região administrativa de Auvérnia-Ródano-Alpes, no departamento de Cantal. Estende-se por uma área de 14,92 km². Em 2010 a comuna tinha 1 263 habitantes (densidade: 84,7 hab./km²).